# Enkel överförbar röst
Enkel överförbar röst (engelska single transferable vote, STV) är ett valsystem som ger väljaren möjlighet att rangordna kandidater i preferensordning och välja kandidater från olika partier eller utan partibeteckning. Grundidén är att rösten i första hand gäller för den kandidat som givits högst preferens, men om denna kandidat blir utslagen eller inte klarar en spärr – eller om tvärtom kandidaten har fått fler röster än som krävs för att bli vald – kan rösten istället tillgodoräknas den som givits näst högst preferens, och så vidare.
Valsystemet används i Irland för alla val, i Malta för alla val, i Australien för senatsval, i Tasmanien för val till delstatsförsamlingen, i Nordirland för kommunalval, regionala val och val till Europaparlamentet och i vissa kommuner i USA och Nya Zeeland. Skottland har beslutat att införa STV i kommunalval från 2007.